# (3741) Rogerburns
(3741) Rogerburns est un astéroïde de la ceinture principale.

## Description
(3741) Rogerburns est un astéroïde de la ceinture principale. Il fut découvert le 2 mars 1981 à Siding Spring par Schelte J. Bus. Il présente une orbite caractérisée par un demi-grand axe de 2,78 UA, une excentricité de 0,15 et une inclinaison de 6,8° par rapport à l'écliptique.

## Compléments